# David Bryson
David Bryson is gitarist bij Counting Crows. Hij was een leerling van de gitaarvirtuoos Joe Satriani. Voordat hij Counting Crows oprichtte met Adam Duritz produceerde hij voor Duritz en zijn band, The Himalayans.
Bryson was eigenaar van de Dancing Dog Studio's in Emeryville van de midden tachtiger jaren tot 1997.